# اتلاف هینج

نمایش تابع اتلاف هینج (آبی، اندازه‌گیری عمودی) در مقابل اتلاف صفر-یک (اندازه‌گیری عمودی؛ بدون طبقه‌بندی، سبز:) برای و متغیر y (اندازه‌گیری‌شده افقی). توجه داشته باشید که تابع هینج پیشبینی را برپایهٔ حاشیه در ماشین یادگیری پشتیبان جریمه می‌کند.

در یادگیری ماشین تابع اتلاف هینج یک تابع هزینه است که برای آموزش طبقه‌بندی آماری کاربرد دارد.
تابع اتلاف هینج بیشتر برای حاشیه بیشینه طبقه‌بندی در ماشین‌های بردار پشتیبانی (SVMs) کاربرد دارد.
برای خروجی t = ±۱ و مرتبه طبقه‌بندی y اتلاف هینج پیش‌بینی y به صورت زیر تعریف می‌شود:
{\displaystyle \ell (y)=\max(0,1-t\cdot y)}
توجه کنید که y باید خروجی خام تابع تصمیم‌گیری طبقه‌بندی باشد، نه برچسب طبقه.
به عنوان مثال، در SVM خطی {\displaystyle y=\mathbf {w} \cdot \mathbf {x} +b}, where {\displaystyle (\mathbf {w} ,b)}
جایی که {\displaystyle (\mathbf {w} ,b)} پارامترهای هایپر پلین و {\displaystyle \mathbf {x} } است، نقطه‌ای برای طبقه‌بندی قرار دارد.